# Kymmenedalen
Kymmenedalen (finsk Kymenlaakson maakunta) er et landskab og en sekundærkommune i det sydøstlige Finland.
Kymmenedalen består af seks kommuner, der tilsammen havde 158.448 indbyggere (30.6. 2024). Kotka er landskabets hovedby.

## Nabolandskaber
Kymmenedalen grænser i øst op til Södra Karelen, i nord til Södra Savolax, i nordvest til Päijänne-Tavastland, i vest til Nyland og i syd til den finske bugt.

## Regionen Sydfinland
Kymmenedalen hører administrativt under Sydfinlands regionsforvaltning. Det samme gør landskaberne Södra Karelen. Nyland, Päijänne-Tavastland, Egentliga Tavastland.
Som resten af Sydøstfinland så hører Kymmenedalen under Östra Finlands militärlän.

## Kommuner
Kymmenedalen består af seks kommuner. De tre byer (städer) er skrevet med fed skrift.
- Fredrikshamn
- Kotka
- Kouvola
- Miehikkälä
- Pyttis
- Vederlax

- Wikimedia Commons har flere filer relateret til Kymmenedalen

60°30′N 27°00′Ø / 60.5°N 27°Ø